# Shakuntala Devi

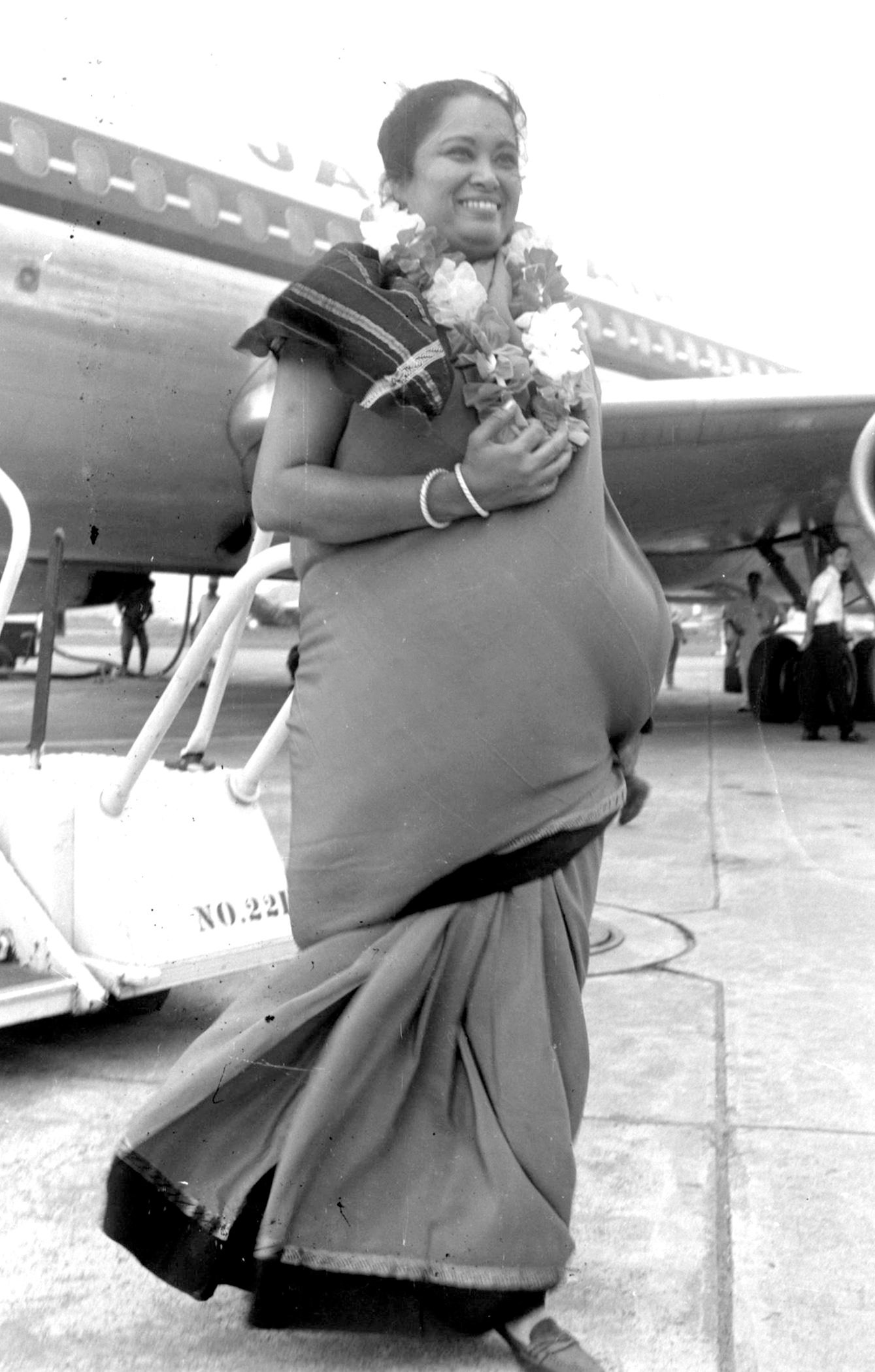
Shakuntala Devi (1968)

Shakuntala Devi (* 4. November 1929 in Bangalore; † 21. April 2013 ebenda) war ein Wunderkind und eine indische Rechenkünstlerin. Ihre außergewöhnlichen Fähigkeiten im Kopfrechnen brachten ihr den Spitznamen „the human computer“ ein.

## Leben
Shakuntala Devi wurde in der südindischen Stadt Bangalore in eine kannada-sprachige brahmanische Familie geboren. Ihr Vater weigerte sich, ein brahmanischer Tempelpriester zu werden, und wurde stattdessen Leiter eines Wanderzirkus, in dem er als Trapezkünstler, Löwenbändiger, Seiltänzer und Zauberer auftrat. Shakuntalas Zahlengedächtnis fiel ihrem Vater auf, als er seiner etwa dreijährigen Tochter einen Kartentrick beibrachte. Daraufhin verließ er den Zirkus und präsentierte das Zahlentalent seiner Tochter in Straßenvorführungen. Als Sechsjährige demonstrierte sie ihre Fähigkeiten an der University of Mysore.
1944 zog Shakuntala Devi mit ihrem Vater nach London und kehrte nach etwa 20 Jahren, in der Mitte der 1960er Jahre, nach Indien zurück. Devi heiratete einen indischen Staatsbeamten; die Ehe wurde 1979 geschieden. Devi reiste durch die Welt und demonstrierte öffentlich ihre außergewöhnlichen mathematischen Fähigkeiten. 1950 machte sie eine Tour durch Europa und 1976 trat sie in New York auf. 1988 unterzog sie sich in den USA einer Studie von Arthur Jensen, Professor für Psychologie an der University of California in Berkeley. Jensen stellte ihr mehrere Aufgaben, zu denen auch das Rechnen mit extrem großen Zahlen gehörte. So berechnete sie beispielsweise die Kubikwurzel von 61.629.875 und die siebte Wurzel von 170.859.375. Jensen berichtete, dass Devi in der Lage war, die Lösungen der genannten Aufgaben (395 bzw. 15) zu nennen, bevor er sie in sein Notizbuch geschrieben hatte. Jensen veröffentlichte seine Ergebnisse 1990 in der Wissenschaftszeitschrift Intelligence.
Devi hielt laut Guinness-Buch der Rekorde den Weltrekord im Schnellrechnen. Unter anderem berechnete sie im Kopf den Wochentag eines beliebigen Datums aus dem 20. Jahrhundert. 1977 berechnete sie die 23. Wurzel einer Zahl mit 201 Stellen in weniger als 50 Sekunden, und damit 12 Sekunden schneller als der Computer. 1980 multiplizierte sie zwei 13-stellige Zahlen, die zuvor zufällig von einem Computer ausgewählt worden waren, in 28 Sekunden.
Sie war als Astrologin tätig und verfasste mehrere Bücher, darunter Fun with Numbers, Puzzles to Puzzle You und Awaken the Genius in Your Child sowie eine Studie zur Homosexualität in Indien.
Devi starb im April 2013 in ihrer Heimatstadt Bangalore. Sie hinterließ eine Tochter und zwei Enkelkinder. Am ersten Geburtstag nach ihrem Tod widmete Google ihr ein Doodle.

## Werke (Auswahl)
- Puzzles to Puzzle You. Orient, New Delhi 2005, ISBN 978-81-222-0014-0
- More Puzzles to Puzzle You. Orient, New Delhi 2006, ISBN 978-81-222-0048-5
- Book of Numbers. Orient, New Delhi 2006, ISBN 978-81-222-0006-5
- Perfect Murder. Orient, New Delhi 1976
- The World of Homosexuals. Vikas Publishing House, 1977, ISBN 978-0-7069-0478-9
- Figuring: The Joy of Numbers. Harper & Row, New York 1977, ISBN 0-06-011069-4
- In the Wonderland of Numbers. Orient, New Delhi 2006, ISBN 978-81-222-0399-8
- Super Memory: It Can Be Yours. Orient, New Delhi 2011, ISBN 978-81-222-0507-7; New Holland, Sydney 2012, ISBN 978-1-74257-240-6
- Mathability: Awaken the Math Genius in Your Child. Orient, New Delhi 2005, ISBN 978-81-222-0316-5
- Astrology for You. Orient, New Delhi 2005, ISBN 978-81-222-0067-6